# Compagnie japonaise de l'énergie atomique
La Compagnie japonaise de l'énergie atomique (日本原子力発電, Nihon genshiryoku hatsuden), connu sous son acronyme anglais JAPC (Japan Atomic Power Company), est une compagnie qui a été créée en 1957 pour lancer l'utilisation commerciale de l'énergie nucléaire.

## Les installations
Cette compagnie exploite actuellement deux sites :
- Centrale nucléaire de Tōkai (deux réacteurs) ;
- Centrale nucléaire de Tsuruga (deux réacteurs).

Un agrandissement de Tsuruga est en projet. 
D'après son site Web JAPC est une compagnie qui se limite à l'utilisation de l'énergie nucléaire.